# Topas (Roman)
Topas ist ein Thriller, der von Leon Uris geschrieben und im Jahr 1967 veröffentlicht wurde.
Die Geschichte über die Ära des Kalten Krieges handelt von einem Komplott zwischen den Sowjets und den Kubanern und einem Spionagering mit Verbindungen zu beiden Seiten. Im Zentrum stehen der Diplomat André Devereaux, seine Frau Nicole und die in einen Journalisten verliebte Tochter Michèle.

## Inhalt
1962. Ein russischer KGB-Beamter bittet in Kopenhagen den Leiter des (fiktiven) NATO-Geheimdienstes ININ, Michael Nordstrom, um Asyl in den USA. Mit Ehefrau und Tochter kann er überlaufen. Als Gegenleistung verrät er den Amerikanern, dass ein Spionagering namens "Topas" innerhalb des französischen Geheimdienstes SDECE für Moskau spioniert. 
Der mit Ehefrau Nicole und Tochter Michèle in New York und Washington lebende französische Diplomat André Devereaux, ein alter Freund Michaels, soll herausfinden, was die Sowjets auf Kuba planen. Familiäre Zwistigkeiten erschweren sein Handeln. Tochter Michèle trennt sich von ihrem einfältigen Verlobten Tucker Brown IV und verlässt Washington in Richtung New York. Ehefrau Nicole macht André zum Vorwurf, nicht genug für Michèle zu sorgen, und lehnt seine Agententätigkeit für Michael ab.
André reist nach Kuba, wo ihm seine Geliebte Juanita de Cordóba Fotos von Raketentransporten besorgt. Mit ihrer und des in Juanita verliebten Rico Parras Hilfe kann André Kuba mit den Beweisen, dass die Sowjets Raketen auf Kuba stationieren, verlassen.
Währenddessen erwehrt sich Tochter Michèle in Paris den Nachstellungen ihres Ex-Verlobten Tucker. Sie hat sich in den Journalisten François Picard verliebt. Nicole sorgt sich, doch Michèle kann auf ein Leben als langweilige Spießerin verzichten. François greift als Redakteur im Staatsfernsehen ebenso wie in Kolumnen des Moniteur den Präsidenten der Republik an. André reist nach Paris. Er kann Michèle die Ehe mit François nicht ausreden und macht sich daher daran, den Chef von "Topas" zu enttarnen.
Nicole hat eine Affaire mit dem verheirateten SDECE-Mann Jacques Granville, einem alten Résistance-Gefährten Andrés.
François erhebt in einem neueren Artikel Anklage gegen den Präsidenten. Um Mitternacht erhält die inzwischen mit François zusammen lebende Michèle einen Anruf, sie solle zu ihrem Vater kommen. Kurz nachdem sie die Wohnung verlassen hat, erscheinen vier Mörder und töten François.
André bringt Michèle nach Montrichard, wo sich seine Frau um die Tochter kümmern soll. André erfährt von der Affaire mit Jacques.
Währenddessen wird auf Kuba Rico vom Folterer Munoz ermordet. Als Munoz auch Juanita foltern will, schluckt sie eine Zyankalikapsel und stirbt sofort.
André entlarvt Jacques als "Topas"-Spion und verlässt Frankreich. Michèle und Nicole sind bereits nach Spanien gereist und warten auf ihn, um gemeinsam nach Südamerika zu fliehen. André warnt Jacques: Sollte ihm etwas zustoßen, würden Briefe veröffentlichen, die Jacques als Chef von "Topas" enttarnen.
Außerdem kündigt André an, dass ein amerikanischer Schriftsteller einen Roman über diese Ereignisse schreiben würde. Der Titel: TOPAS.

## Verfilmung
Im Jahr 1969 führte Alfred Hitchcock im Film Topas Regie, der auf dem Buch basierte.
Für die Romanfiguren gewann er eine internationale Besetzung:
André Devereaux: Frederick Stafford, Nicole Devereaux: Dany Robin, Michèle Picard: Claude Jade, François Picard: Michel Subor, Michael Nordstrom: John Forsythe, Rico Parra: John Vernon, Juanita de Cordoba: Karin Dor, Jacques Granville: Michel Piccoli, Henri Jarré: Philippe Noiret, Boris Kuzenov: Per-Axel Arosenius.

## Ausgabe
- Leon Uris: Topas, Roman (Übersetzt von Alfred Scholz und Gerhard Vorkamp), Heyne Taschenbuch 902, München 1999 (deutsche Erstausgabe bei Kindler, München 1967), ISBN 3-453-00225-3.